# Pleasanton (Kansas)
Pleasanton – miasto w Stanach Zjednoczonych, w stanie Kansas, w hrabstwie Linn.